# Ricordeidae
Ricordeidae es una familia de cnidarios, subclase Hexacorallia, emparentados con las anémonas de mar y los corales duros del orden Scleractinia. Es una familia monogenérica, con Ricordea como único componente. 
Poseen la misma estructura interna que los corales del orden Scleractinia, pero sin sus característicos largos tentáculos predadores. Los tentáculos se han reducido a granos o protuberancias rechonchas y no son retráctiles.
Son animales exclusivamente marinos, cuyo área de distribución abarca principalmente el Caribe, habiéndose localizado también en el Índico, en Tanzania.

## Especies
El Registro Mundial de Especies Marinas (WoRMS) acepta las siguientes especies en el género:
- Ricordea florida. Duchassaing & Michelotti, 1860
- Ricordea yuma. (Carlgren, 1900)